# Конвой M-3
Конвой M-3 — японський конвой часів Другої світової війни, проведення якого відбувалось у грудні 1943-го.
M-3 належав до серії конвоїв, які в 1943—1944 роках ходили між розташованим на північному сході Нідерландської Ост-Індії островом Хальмахера (зокрема, відігравав важливу роль у постачанні японських сил на заході Нової Гвінеї) та важливим транспортним хабом у Манілі.
До складу конвою увійшли транспорти «Акагісан-Мару» та «Фукуєй-Мару № 8» (Fukuei Maru No. 8), тоді як охорону забезпечував патрульний корабель PB-103.
1 грудня 1943-го загін вийшов із затоки Кау (глибоко вдається в острів Хальмахера з півночі). 4 грудня «Фукуєй-Мару № 8» відокремився, оскільки не міг витримувати визначену швидкість, а наступної доби неподалік від острова Себу (центральна частина Філіппінського архіпелагу) на «Акагісан-Мару» вникли проблеми з кермовим пристороєм, так що транспорт був вимушений призупинити рух. Втім, того ж 5 грудня і PB-103, і «Акагісан-Мару» досягнули порту Себу (є відомості, що вони при цьому слідували окремо).
Можливо також відзначити, що 9—11 грудня 1943-го PB-103 супроводив конвой з Себу до Маніли, проте обидва його транспорти не належали до конвою M-3. Також відомо, що на початку січня 1944-го «Акагісан-Мару» вже було в Такао (наразі Гаосюн на Тайвані).